# Viera

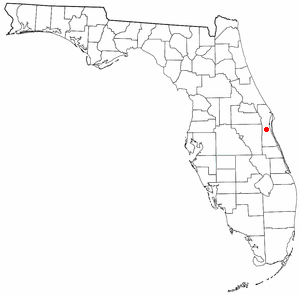
Localização de Viera, Flórida

Viera é uma comunidade não incorporada do condado de Brevard, no estado norte-americano da Flórida, na chamada "Space Coast".
Em Viera estão situados boa parte dos prédios administrativos do condado, sendo uma área de construção planejada.
Ali estão situados o Space Coast Stadium, a sede dos Brevard County Manatees, além do campo de treinamento do Washington Nationals (sucessores do Montreal Expos).
Sua população, segundo o Censo 2000, era de 19.083 habitantes.